# Osorio Gutiérrez (conde santo)
El conde Osorio Gutiérrez fue un personaje de la España medieval del siglo X perteneciente a la nobleza de Galicia y emparentado con los reyes astur-leoneses. Fue el fundador del monasterio de San Salvador de Villanueva (Lugo) donde ingresó como monje en los últimos años de su vida. Durante ese espacio de tiempo sus contemporáneos le consideraron un hombre santo, atribuyéndole diversos milagros que fueron más numerosos después de su muerte. Casó con Urraca Núñez con la que tuvo tres hijos.

## Antepasados y descendientes
Según una genealogía legendaria, recogida por Luis de Salazar y Castro, descendería de un Don Osorio que acompañó al rey Don Pelayo a empezar la restauración de España, año 714 y un Osorio Gutiérrez que se halló en la batalla de Clavijo por lo que fue hecho canónigo de León, año 844.
La rama familiar Osorio tiene un antepasado común junto con el destacado conde Hermenegildo Gutiérrez. La raíz está en un personaje llamado Gutierre, de presumible origen condal, cuya vida activa conocida sitúan los historiadores entre los años 820 y 860. Gutierre casó con Elvira y de sus tres hijos son interesantes para la Historia el conde Hermenegildo Gutiérrez y el conde Osorio Gutiérrez.
Osorio Gutiérrez tuvo dos hijos: Nuño Osóriz y Gutierre Osóriz. Gutiérre Osóriz casó con su prima Ildonza Menéndez, hija de Hermenegildo Gutiérrez. Tuvieron ocho hijos, uno de ellos llamado de nuevo Osorio Gutiérrez, como su abuelo. Es el personaje biografiado en esta página.
Osorio Gutiérrez casó con Urraca Núñez y tuvieron tres hijos: Gutierre Osóriz, Ordoño Osóriz y Urraca Osóriz. Estos tres descendientes de apellido Osóriz se mezclan entre ramas familiares vinculadas con la nobleza regional.

## Biografía
Como hombre de armas al servicio de los reyes peleó en distintas plazas contra los moros, asistiendo a la batalla de Simancas en que el ejército cristiano venció a Abderramán III. La familia Osorio tenía la mayor parte de sus bienes en la región gallega de Mondoñedo. Al morir su padre y su tío Nuño Osóriz (sin descendencia) Osorio Gutiérrez obtuvo una gran herencia y para tomar posesión de ella se trasladó desde Tierra de Campos a tierras gallegas. Por entonces ya tenía el título de conde de Villanueva de Lourenzá y aparece con esta dignidad en las escrituras de 942. A partir de esta fecha le muestran siempre en los documentos con el calificativo de comes.

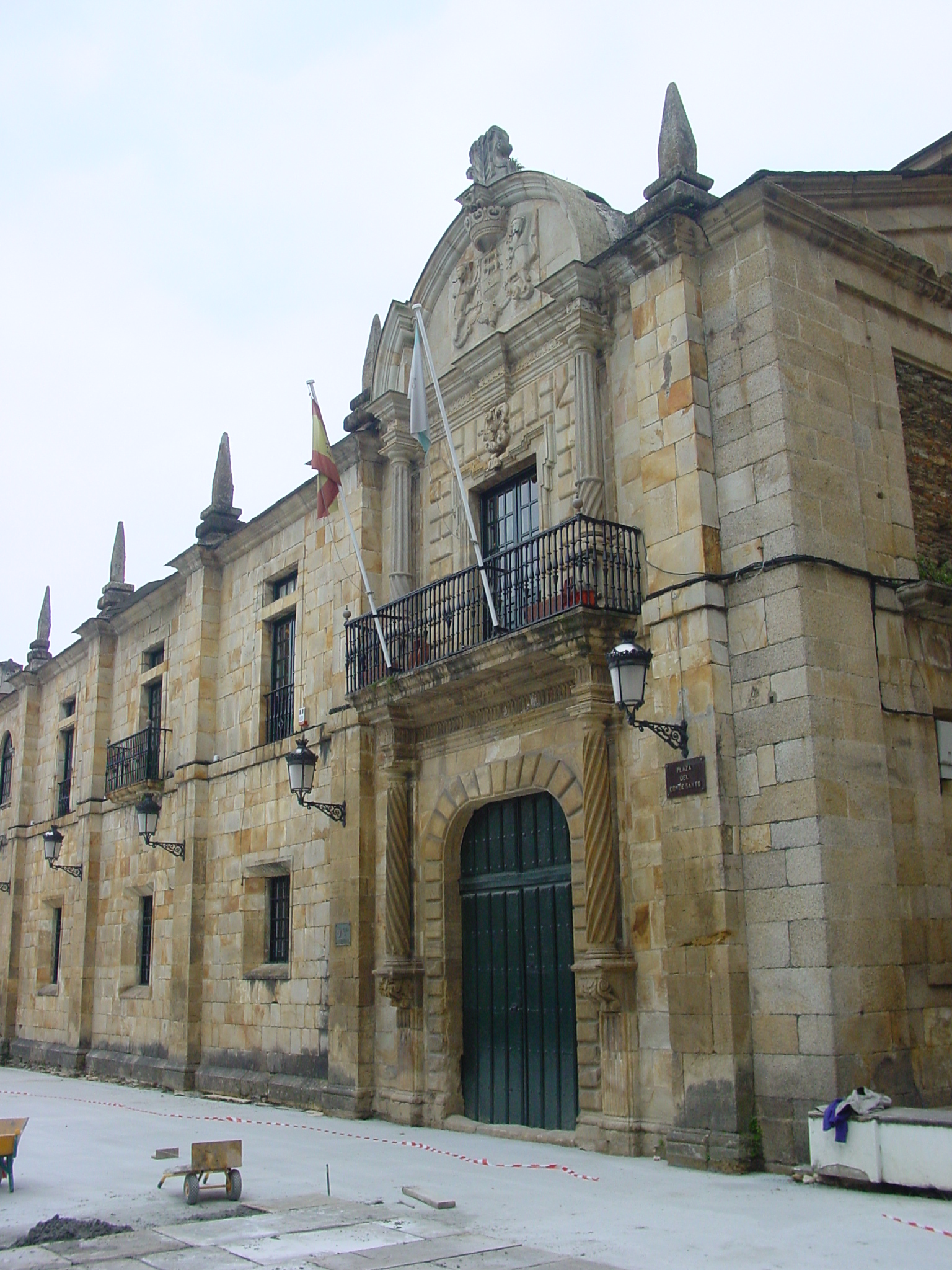
Fachada del monasterio, hoy sede del Ayuntamiento de Lorenzana.

De vuelta a las tierras gallegas dedicó gran parte de su fortuna en la ayuda de varios monasterios de los que era patrono, pero los unió al monasterio de Lorenzana del que fue, si no su fundador, sí su gran mecenas y patrono. Ya viudo y de edad avanzada entró como monje benedictino en este cenobio que gobernaba el abad Munio desde 969 al 1015. Su empeño fue siempre peregrinar a Tierra Santa y así lo hizo, viviendo casi un año como eremita en un lugar cercano al Santo Sepulcro. Al poco tiempo de su regreso, murió.
El padre Mauro de Villarroel dejó escrita su biografía, una mezcla de verdad histórica con leyendas y tradiciones de transmisión oral. Al hablar de su muerte dice que «al instante sonaron las campanas por sí solas y con un tañido alegre y a la hora de maitines se oyeron voces celestiales que entonaban salmos de júbilo». Tal era la fama de santo que ya en vida tenía este personaje.
Sobre el sepulcro en el que fue enterrado hay otra leyenda que cuenta que lo compró el mismo conde en Tierra Santa, a unos moros que lo estaban labrando en aquel momento. Que llegó a Galicia por mar flotando milagrosamente sobre las olas y apareció en la costa de donde lo recogieron. En realidad se trata de una pieza del siglo XI hecha en mármol de un color raro entre jaspe blanco y cárdeno con vetas azules. No tiene nada escrito, sólo un crismón en el centro del frontal y una cenefa de ondas por todo alrededor.  Se supone que proviene de Oriente, por las características analizadas. Al rallar la piedra despide un olor especial difícil de describir. Está sostenido sobre dos columnas y se encuentra en la capilla de Valdeflores en la iglesia del monasterio.
A su muerte fue venerado como santo y se hacían peregrinaciones hasta su sepulcro. Con el tiempo se le dedicó un día festivo y una romería que coinciden con el último domingo de agosto. Se le atribuyeron numerosos milagros (resurrección de al menos cuatro muertos y curación de enfermos).